# Copa del Generalísimo de baloncesto 1941
La Copa del Generalísimo de baloncesto o el Campeonato de España 1941 fue la número 5.º, donde su final se disputó en el Frontón Fiesta Alegre de Madrid el 15 de junio de 1941.

## Equipos particiapantes
En dicha edición participaron un total de 8 equipos, de 4 regiones.
- Región centro (2): Rayo Club, América BC
- Cataluña (2): CB L'Hospitalet, RCD Español
- Levante (2): FJ Murcia, Atlantes BC
- Aragón (2): CN Helios, Regimiento de Pontoneros

## Fase final
Todos los partidos de esta fase se disputaron en la Frontón Fiesta Alegre de Madrid.
|  | Quinto puesto  | Quinto puesto  |                 |           | 5º al 8º puesto | 5º al 8º puesto |               |             | Cuartos de final | Cuartos de final |                 |             | Semifinales   | Semifinales   |  |  | Final       | Final       |
|  |                |                |                 |           |                 |                 |               |             |                  |                  |                 |             |               |               |  |  |             |             |
|  |                |                |                 |           |                 |                 |               |             | 12 de junio      |                  |                 |             |               |               |  |  |             |             |
|  |                |                |                 |           |                 |                 |               |             |                  |                  |                 |             |               |               |  |  |             |             |
|  | 15 de junio    | 15 de junio    |                 |           | 15 de junio     | 15 de junio     |               |             | Rayo Club        | 48               |                 |             | 14 de junio   | 14 de junio   |  |  | 15 de junio | 15 de junio |
|  | 15 de junio    | 15 de junio    |                 |           | 15 de junio     | 15 de junio     |               |             | Rayo Club        | 48               |                 |             | 14 de junio   | 14 de junio   |  |  | 15 de junio | 15 de junio |
|  | 15 de junio    | 15 de junio    |                 |           | 15 de junio     | 15 de junio     | FJ Murcia     | 8           |                  |                  |                 |             | 14 de junio   | 14 de junio   |  |  | 15 de junio | 15 de junio |
|  | 15 de junio    | 15 de junio    |                 | FJ Murcia | 17              |                 | FJ Murcia     | 8           |                  |                  |                 | RCD Español | 25            |               |  |  | 15 de junio | 15 de junio |
|  | 15 de junio    | 15 de junio    | 12 de junio     | FJ Murcia | 17              |                 |               |             |                  |                  |                 | RCD Español | 25            |               |  |  | 15 de junio | 15 de junio |
|  | 15 de junio    | 15 de junio    |                 |           | CN Helios       | 24              |               |             | Rayo Club        | 20               |                 |             |               |               |  |  | 15 de junio | 15 de junio |
|  | 15 de junio    | 15 de junio    | RCD Español     | 25        | CN Helios       | 24              |               |             | Rayo Club        | 20               |                 |             |               |               |  |  | 15 de junio | 15 de junio |
|  | 15 de junio    | 15 de junio    | RCD Español     | 25        |                 |                 |               |             |                  |                  |                 |             |               |               |  |  | 15 de junio | 15 de junio |
|  | 15 de junio    | 15 de junio    |                 |           | CN Helios       | 2               |               |             |                  |                  |                 |             |               |               |  |  | 15 de junio | 15 de junio |
|  | CN Helios      | 17             |                 |           | CN Helios       | 2               | RCD Español   | 35          |                  |                  |                 |             |               |               |  |  |             |             |
|  | CN Helios      | 17             | 12 de junio     |           |                 |                 | RCD Español   | 35          |                  |                  |                 |             |               |               |  |  |             |             |
|  | R. Pontoneros  | 13             |                 |           | CB L'Hospitalet | 24              |               |             |                  |                  |                 |             |               |               |  |  |             |             |
|  | R. Pontoneros  | 13             | América BC      | 43        | CB L'Hospitalet | 24              |               |             |                  |                  |                 |             |               |               |  |  |             |             |
|  |                |                | América BC      | 43        | 15 de junio     | 15 de junio     | 14 de junio   | 14 de junio |                  |                  |                 |             |               |               |  |  |             |             |
|  |                |                | Atlantes BC     | 23        | 15 de junio     | 15 de junio     | 14 de junio   | 14 de junio |                  |                  |                 |             |               |               |  |  |             |             |
|  | Séptimo puesto | Séptimo puesto | Atlantes BC     | 23        | Atlantes BC     | 11              |               |             |                  |                  | CB L'Hospitalet | 21          | Tercer puesto | Tercer puesto |  |  |             |             |
|  | Séptimo puesto | Séptimo puesto | 12 de junio     |           | Atlantes BC     | 11              |               |             |                  |                  | CB L'Hospitalet | 21          | Tercer puesto | Tercer puesto |  |  |             |             |
|  | 15 de junio    | 15 de junio    |                 |           | R. Pontoneros   | 29              |               |             | América BC       | 20               |                 |             | 15 de junio   | 15 de junio   |  |  |             |             |
|  | No se disputó  | –              | CB L'Hospitalet | 41        | R. Pontoneros   | 29              | No se disputó | –           | América BC       | 20               |                 |             |               |               |  |  |             |             |
|  | No se disputó  | –              | CB L'Hospitalet | 41        |                 |                 | No se disputó | –           |                  |                  |                 |             |               |               |  |  |             |             |
|  | No se disputó  | –              |                 |           | R. Pontoneros   | 24              |               |             | No se disputó    | –                |                 |             |               |               |  |  |             |             |

### Final
| 15 de junio de 1941, 23:30 | RCD Español                            | 35–24                              | CB L'Hospitalet                    |                                                                                      |  |
| 23:30 GTM+1                | Marcador por tiempos: 20–13, 15–11     | Marcador por tiempos: 20–13, 15–11 | Marcador por tiempos: 20–13, 15–11 |                                                                                      |  |
|                            | Estadísticas José Peón y José Tomás 10 | Pts                                | Estadísticas Ramón Sanahuja 13     | Pabellón: Frontón Fiesta Alegre, Madrid Árbitros: Jacinto Ardevínez (Colegio Centro) |  |

| Campeón de la Copa del Generalísimo 1941 |
| ---------------------------------------- |
| RCD Español 1.º título                   |